# 水の都のフローラ
『水の都のフローラ 〜錬金術師のタマゴたち』（みずのみやこのフローラ れんきんじゅつしのたまごたち）は、南房秀久による日本の児童文学小説。作者がライトノベル作家であるため、ライトノベルに分類される事もある。挿絵を担当しているのは小笠原智史。

## 概要
学研の『6年の科学』に連載されていた小説を2005年に同社のエンタティーン倶楽部で単行本化したもので、続編として2006年に『フローラと七つの秘宝 ～錬金術師のタマゴたち2』が出版されている。ただし、以降のシリーズの存続出版が行われていない。ただし同作者コンビによる『トリシアシリーズ』の公式サイトにおいて、些少ながらも単行本未収録の短編が掲載されている。これらを総称してフローラシリーズと呼称される事もある。
ただし現在の学研ホールディングス（学研教育出版）では、2014年より、本シリーズと並行して他作者執筆作である『フローラとパウラと妖精の森』（タニヤ・シュテーブナー著、中村智子訳。以下「妖精の森シリーズ」と呼称）が出版されているため「フローラシリーズ」と呼称すると、そちらを指す事も多くなっている。「妖精の森シリーズ」と本「フローラシリーズ」は、初出の出版社が同じであるだけでストーリー上の関連性は存在していない。

## あらすじ
舞台は15世紀のイタリア・ヴェネツィア。お金が大好きで勉強は嫌いな、天下無敵わがままお嬢様。フローラが始めたのは、錬金術。パラケルススのもと、立派な錬金術師を目指すフローラの話。

## 登場人物
フローラ・ダンドロ
貴族のダンドロ家の娘。美人で容姿端麗。わがままでお金が大好き。パラケルススのもとで錬金術を学ぶ。
フランチェスコ
フローラの兄。女の子にもてる。
オーウエン・グレンダウワー
パラケルススの弟子。フローラの喧嘩友達。フローラにいつも言い負かされているらしい。
パラケルスス
有名な錬金術師。フローラの家が研究所に寄付金を出しているため、フローラに逆らえないらしい。
イザベラ
オーウエンのことが好きで、フローラとはいつも喧嘩をしている。
アクア
フローラのいいかげんな錬金術が成功して生まれたホムンクルスの女の子。フローラに似ている。
ビアンカ
イザベラの友達。怪しいものを集める趣味がある。
スピカ
魔法使いの女の子。性格はマイペース。
サンジェルマン
幽霊船でやってきた謎の男。昔、フローラに似たダンドロ家の女の子と一緒にいた。

## シリーズ
- 水の都のフローラ ～錬金術師のタマゴたち ISBN 978-4-052-02354-5
- フローラと七つの秘宝 ～錬金術師のタマゴたち2 ISBN 978-4-052-02602-7